# Vitalij Jurčik
Vitalij Sergeevič Jurčik (in russo Виталий Сергеевич Юрчик?; 17 maggio 1983) è un pallanuotista russo, vincitore di una medaglia di bronzo ad Atene 2004, nonché 6 volte campione di Russia, 8 volte vincitore della Coppa di Russia e una volta campione in LEN Euro Cup con la calottina dello Spartak Volgograd.

## Palmarès
- Campionato russo: 6

Spartak: 2003, 2004, 2011, 2012, 2013, 2014
- Coppa di Russia maschile: 8

Spartak: 2001, 2002, 2003, 2004, 2007, 2009, 2012, 2013
- Coppe LEN: 1

Spartak: 2014